# Mecolaesthus arima
Mecolaesthus arima är en spindelart som beskrevs av Huber 2000. Mecolaesthus arima ingår i släktet Mecolaesthus och familjen dallerspindlar. Inga underarter finns listade i Catalogue of Life.